# محمد رشاد سالم
محمد رشاد بن محمد رفيق سالم (1346 هـ / 1927م - 1407 هـ / 1986م)، أديب ومحقق مصري من مواليد القاهرة، حقق كتب ابن تيمية وتراثه العلمي، وأسس قسم الثقافة الإسلامية بجامعة الملك سعود، وهو أول رئيس للقسم، منحته حكومة مصر جائزة الدولة التشجيعية في الفلسفة الإسلامية من المجلس الأعلى للفنون والآداب والعلوم الاجتماعية ووسام العلوم والآداب والفنون في عام 1971، كما حصل على جائزة الملك فيصل العالمية للدراسات الإسلامية بالاشتراك سنة 1405 هـ / 1985م، وتوفي يوم التاسع من ربيع الثاني سنة 1407 هـ/ 1986 م.

## حياته
ولد في القاهرة عام 1927، ورحل إلى إنكلترا لطلب العلم، فحصل على الدكتوراه من جامعة كمبردج سنة 1379 هـ/1959 م، لرسالته الموسومة «موافقة العقل للشرع عند ابن تيمية». بعدها درَّس في جامعة عين شمس، ثم جامعة الملك سعود وجامعة الإمام محمد بن سعود الإسلامية.

## آثاره

### مؤلفاته
- المدخل إلى الثقافة الإسلامية.
- المقارنة بين الغزالي وابن تيمية.

### تحقيقاته
- «منهاج السنة النبوية» لابن تيمية.
- «الاستقامة» لابن تيمية.
- «درء تعارض العقل والنقل» لابن تيمية.
- «مسألة فيما إذا كان في العبد محبة» لابن تيمية.[1][3]